# Клаус, Рафаэл
Рафаэ́л Кла́ус (порт. Raphael Claus; род. 6 сентября 1979, Санта-Барбара-д’Уэсти, Сан-Паулу) — бразильский футбольный судья из города Санта-Барбара-д’Уэсти, штат Сан-Паулу. С 2014 года является судьёй ФИФА. Лучший судья Бразилии в сезонах 2016, 2017 и 2018 годов.

## Биография
Рафаэл Клаус родился в спортивной семье — его отец Антонио Карлос Клаус был профессиональным футболистом в 1960-е годы, в частности, выступал за «Унион Барбаренсе», команду из Санта-Барбары-д’Уэсти. Брат Рафаэла, Нилтиньо Клаус, помимо выступлений за бразильские команды, также играл в колумбийской «Кукуте Депортиво». Рафаэл же играл в футбол на любительском уровне до 20 лет, после чего стал обучаться судейству на курсах Федерации футбола штата Сан-Паулу, а также занялся бизнесом.
В 2010 году стал судить матчи чемпионата штата Сан-Паулу. Его первой игрой стал поединок между «Оэсте» и «Монти-Азул», завершившийся со счётом 2:2. Клаус показал шесть жёлтых карточек, в том числе две — защитнику хозяев Пауло Миранде, что привело к его удалению. В том же году начал обслуживать матчи Серии D чемпионата Бразилии. 19 мая 2012 года провёл свой первый матч в Серии A — между «Палмейрасом» и «Португезой» (1:1).
В мае 2014 года Конфедерация футбола Бразилии включила Рафаэла Клауса в список судей для обслуживания матчей ФИФА. С октября того же года Клаус стал полноценным судьёй ФИФА.
В 2016, 2017, 2018 годах Рафаэл Клаус признавался лучшим футбольным судьёй Бразилии.
В 2019 году впервые участвовал в судействе Кубка Америки. Он отработал на одном матче группового этапа между Чили и Уругваем (0:1).
В том же году назначен на финальный матч Южноамериканского кубка между «Индепендьенте дель Валье» и «Колоном».
В мае 2022 года ФИФА назначила его одним из 36 главных судей чемпионата мира по футболу 2022 года в Катаре.
В мае 2024 года был отобран одним из главных судей для обслуживания матчей Кубка Америки по футболу, который состоится в июне-июле 2024 года на футбольных полях США.

## Турниры в качестве судьи
- Чемпионат штата Сан-Паулу: 2010—2022
- Чемпионат Бразилии (Серия A): 2012—2022
- Чемпионат Бразилии (Серия B): 2011—2022
- Чемпионат Бразилии (Серия C): 2011, 2012, 2015, 2019—2020
- Чемпионат Бразилии (Серия D): 2010, 2011, 2018—2021
- Кубок Бразилии: 2011—2014, 2017—2022
- Чемпионат Саудовской Аравии: 2022
- Кубок Либертадорес (7): 2016, 2017, 2018, 2019, 2020, 2021, 2022
- Южноамериканский кубок (8): 2015, 2016, 2017, 2018, 2019 (включая финал), 2020, 2021, 2022
- Чемпионат Южной Америки (до 20 лет): 2019
- Чемпионат мира (до 20 лет): 2019
- Кубок Америки (2): 2019, 2021

### Чемпионат мира 2022 года
| Стадия         | Дата           | Место              | Команда 1 | Команда 2 | Результат | Предупреждён | Red card | Пенальти          |
| -------------- | -------------- | ------------------ | --------- | --------- | --------- | ------------ | -------- | ----------------- |
| Групповой этап | 21 ноября 2022 | Халифа, г.Доха     | Англия    | Иран      | 6:2 (3:0) | 0 - 2        | 0 - 0    | 0 - 90+13′ (пен.) |
| Групповой этап | 1 декабря 2022 | Эль-Тумама, г.Доха | Канада    | Марокко   | 1:2 (1:2) | 4 - 0        | 0 - 0    | 0 - 0             |

## Достижения
- Лучший футбольный судья Бразилии (Globo и КБФ) (3): 2016, 2017, 2017
- Лучший судья Лиги Паулисты (2): 2011, 2016
- Судья финала Лиги Паулисты (3): 2014, 2016, 2017
- Судья финала Лиги Баияно (2): 2017, 2018
- Судья финала Лиги Параэнсе (1): 2018
- Судья финала Лиги Пиауиэнсе (2): 2017 (оба матча), 2018 (оба матча)
- Судья финала Чемпионата Бразилии (Серия C) (1): 2015
- Судья финала Чемпионата Бразилии (Серия D) (1): 2013
- Судья финала Южноамериканского кубка (1): 2019